# Бистрица (Лазаревац)
Бистрица је насеље у градској општини Лазаревац у граду Београду. Према попису из 2022. било је 356 становника.

## Демографија
У насељу Бистрица живи 392 пунолетна становника, а просечна старост становништва износи 41,3 година (40,0 код мушкараца и 42,7 код жена). У насељу има 138 домаћинстава, а просечан број чланова по домаћинству је 3,60.
Ово насеље је великим делом насељено Србима (према попису из 2002. године), а у последња три пописа, примећен је пад у броју становника.
|  |

| Демографија | Демографија | Демографија |
| Година      | Становника  | Становника  |
| ----------- | ----------- | ----------- |
| 1948.       | 639         |             |
| 1953.       | 683         |             |
| 1961.       | 645         |             |
| 1971.       | 619         |             |
| 1981.       | 560         |             |
| 1991.       | 530         | 530         |
| 2002.       | 497         | 501         |

| Етнички састав према попису из 2002.‍ | Етнички састав према попису из 2002.‍ | Етнички састав према попису из 2002.‍ | Етнички састав према попису из 2002.‍ | Етнички састав према попису из 2002.‍ |
| ------------------------------------ | ------------------------------------ | ------------------------------------ | ------------------------------------ | ------------------------------------ |
|                                      |                                      |                                      |                                      |                                      |
| Срби                                 | Срби                                 |                                      | 496                                  | 99,79%                               |
| непознато                            | непознато                            |                                      | 1                                    | 0,20%                                |

| Година пописа     | 1948. | 1953. | 1961. | 1971. | 1981. | 1991. | 2002. |
| ----------------- | ----- | ----- | ----- | ----- | ----- | ----- | ----- |
| Број домаћинстава | 118   | 134   | 160   | 161   | 152   | 132   | 138   |

| Број чланова      | 1  | 2  | 3  | 4  | 5  | 6  | 7 | 8 | 9 | 10 и више | Просек |
| ----------------- | -- | -- | -- | -- | -- | -- | - | - | - | --------- | ------ |
| Број домаћинстава | 16 | 34 | 19 | 22 | 22 | 20 | 3 | 1 | 1 | 0         | 3,60   |

| Пол    | Укупно | Неожењен/Неудата | Ожењен/Удата | Удовац/Удовица | Разведен/Разведена | Непознато |
| ------ | ------ | ---------------- | ------------ | -------------- | ------------------ | --------- |
| Мушки  | 209    | 49               | 143          | 7              | 10                 | 0         |
| Женски | 198    | 16               | 144          | 34             | 4                  | 0         |
| УКУПНО | 407    | 65               | 287          | 41             | 14                 | 0         |

| Пол    | Укупно                    | Пољопривреда, лов и шумарство | Рибарство                            | Вађење руде и камена | Прерађивачка индустрија       |
| ------ | ------------------------- | ----------------------------- | ------------------------------------ | -------------------- | ----------------------------- |
| Мушки  | 110                       | 15                            | 0                                    | 55                   | 14                            |
| Женски | 30                        | 17                            | 0                                    | 1                    | 5                             |
| УКУПНО | 140                       | 32                            | 0                                    | 56                   | 19                            |
| Пол    | Производња и снабдевање   | Грађевинарство                | Трговина                             | Хотели и ресторани   | Саобраћај, складиштење и везе |
| Мушки  | 5                         | 19                            | 0                                    | 0                    | 1                             |
| Женски | 1                         | 0                             | 2                                    | 1                    | 0                             |
| УКУПНО | 6                         | 19                            | 2                                    | 1                    | 1                             |
| Пол    | Финансијско посредовање   | Некретнине                    | Државна управа и одбрана             | Образовање           | Здравствени и социјални рад   |
| Мушки  | 0                         | 0                             | 0                                    | 0                    | 1                             |
| Женски | 0                         | 0                             | 0                                    | 2                    | 1                             |
| УКУПНО | 0                         | 0                             | 0                                    | 2                    | 2                             |
| Пол    | Остале услужне активности | Приватна домаћинства          | Екстериторијалне организације и тела | Непознато            | Непознато                     |
| Мушки  | 0                         | 0                             | 0                                    | 0                    | 0                             |
| Женски | 0                         | 0                             | 0                                    | 0                    | 0                             |
| УКУПНО | 0                         | 0                             | 0                                    | 0                    | 0                             |